# Xanthorhoe viridicans
Xanthorhoe viridicans là một loài bướm đêm trong họ Geometridae.